# Junta do Reino da Galiza

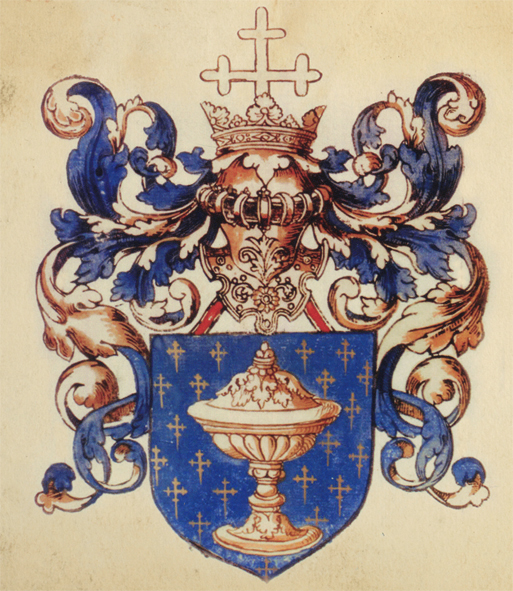
Brasão de armas do Reino da Galiza, ilustrado no L´armorial Le Blancq, Biblioteca Nacional da França, 1560.

A Junta, Junta Geral, Juntas ou Cortes do Reino da Galiza (em galego:  Xunta, Xunta Xeral, Xuntas ou Cortes do Reino de Galicia) foi a assembleia representativa do Reino da Galiza no século XV, tendo-se originado como uma assembleia geral de todos os poderes do Reino para constituir as irmandades e até 1834, quando o Reino e a sua Junta Geral foram oficialmente desmantelados por decreto real. A 18 de junho de 1808, a Junta do Reino da Galiza declarou-se como a autoridade suprema do Reino, durante a Guerra Peninsular e devido à abdicação do Rei, até a Galiza ser conquistada pelas tropas napoleónicas em 1809.

## História
Inicialmente, as Juntas Gerais do Reino da Galiza (Juntas Generales del Reino de Galicia) eram uma assembleia, onde reuniam-se os representantes dos três Estados do Reino (nobres, clérigos e plebeus). Mas logo depois que acompanhou a evolução impulsionada pelo rei de Espanha nas outras instituições representativas, como as Cortes de Castela, tornou-se então monopolizada pela burguesia e pela baixa nobreza (os fidalgos), que controlavam a maior parte dos conselhos das cidades e vilas locais do Reino e às custas da Igreja e nobreza. A partir de 1599, a composição da assembleia tornou-se fixa e reduzida a apenas sete deputados, cada um representava uma das províncias do Reino e eram nomeados pelo conselho da capital da província, Santiago de Compostela, Corunha, Betanzos, Lugo, Mondoñedo, Ourense e Tui, de entre os seus membros. Outras cidades como Viveiro e Pontevedra, tentaram durante os séculos XVII e XVIII recuperar um representante direto na assembleia, mas sem sucesso.
A Junta, embora tivesse pouca intervenção direta no processo legislativo e pouco controlo sobre a administração real, podia contudo levantar exércitos, navios e impostos, conceder ou negar as petições do rei em nome de todos os poderes locais do Reino; a assembleia também podia apresentar petições ao próprio rei, sendo esta a representação habitual que era usada para modificar ou aprovar as leis, ou para promover os interesses do Reino. A Junta foi também reconhecida como a voz representativa do Reino e o o depositário das suas tradições e direitos (fóruns).
Não obstante, o rei nunca consentiu com a petição da assembleia para atender à vontade e a partir de 1637 decretou que as reuniões da assembleia só podiam ocorrer na presença de um representante da monarquia, com direito à palavra, geralmente o capitão-general e governador do Reino, de modo a tentar manter mais controlo sobre a instituição e os seus acordos. Durante o século XVIII, com a instauração dos monarcas absolutistas da Casa de Bourbon, a Junta foi progressivamente privada dos seus poderes.